# Twins
Twins (titulada Gemelos en Hispanoamérica y Los gemelos golpean dos veces en España) es una comedia estadounidense de 1988 dirigida por Ivan Reitman y protagonizada por Arnold Schwarzenegger y Danny DeVito.

## Argumento
Un grupo de científicos realizan un experimento para crear un humano física e intelectualmente perfecto, seleccionando a seis donantes masculinos y una mujer, genéticamente elegidos. Pero el experimento falla y nacen dos niños, Julius (Arnold Schwarzenegger) y Vincent (Danny DeVito). Julius es el resultado que los científicos esperaban, atlético, estudioso, brillante en todo, con una moral a toda prueba. Vincent en cambio, es todo lo contrario. 
A la madre, Mary Ann Benedict (Bonnie Bartlett) se le hace creer que el experimento había fracasado y que su hijo había fallecido. Para ocultar la existencia de Vincent, es enviado a un orfanato, donde su vida se desarrolla en duras condiciones. Julius, por su lado, es enviado a una isla paradisíaca donde recibe toda clase de atenciones en su desarrollo, de esta manera crece como un individuo con un cuerpo superior entrenado por los mejores expertos y un cerebro superdotado educado por destacados científicos en todas las ramas de la ciencia y el conocimiento, sin embargo posee una inocencia y amabilidad propias de un individuo que ha crecido cómodamente aislado y sin necesidades. Siendo ya adulto, el Profesor Werner (Tony Jay), le revela que tiene un hermano gemelo que vive en Los Ángeles y Julius decide ir en su busca, lo que preocupa al profesor ya que es consciente de que no está preparado para afrontar una sociedad tan ambivalente como la de esa ciudad. Finalmente encuentra a Vincent en la cárcel, acusado de no pagar multas de estacionamiento. Cuando Julius se presenta, ilusionado le cuenta a Vincent que son hermanos gemelos, este lo toma por loco ya que no existe ni un vago parecido entre ambos, aunque Julius insiste en que ser gemelos no implica necesariamente ser idénticos; de todas formas Vincent decide utilizarlo para salir de prisión. Julius paga las multas y luego es abandonado sorpresivamente por Vincent. 
Julius no se da por vencido y ubica la oficina de Vincent, llegando en el momento que un matón está a punto de golpear a su hermano para cobrar una deuda de una banda de prestamistas, los hermanos Klane. Julius defiende a su hermano, golpea y hace huir al matón. Esta acción hace que Vincent comience a mirar con otros ojos a Julius y le presenta a su novia intermitente Linda Mason (Chloe Webb) y a su hermana Marnie (Kelly Preston). Marnie se siente muy atraída por el musculoso Julius, quien nunca ha tenido experiencias amorosas y se deja seducir por ella.
Más tarde, Vincent le cuenta a Julius que había huido del orfanato, llevándose consigo un documento que decía que la madre de ambos aun vivía, pero que él no tenía interés en buscarla porque sentía que ella lo había abandonado. Julius por su lado comienza la búsqueda de su madre y logra finalmente entrevistarse con uno de sus padres, Granger (Hugh O'Brian), quien le cuenta de qué se había tratado el experimento y le da el nombre de uno de los científicos que había participado en él, Mitchell Traven (Nehemiah Persoff), que posiblemente sabe dónde ella se encuentra.
Vincent, acosado por los hermanos Klane, decide robar un automóvil para venderlo y así ganar tiempo, pero desconoce que el vehículo porta en el maletero un prototipo de inyector de combustible robado por un espía industrial que se encontraba a mitad de camino de concretar la entrega. Mientras conduce, decide escuchar un casete, creyendo que es música, pero en realidad tiene las instrucciones para la entrega del motor. Decide llamar por teléfono al número que aparece en las instrucciones y se entera de que este vale cinco millones de dólares contra entrega, en Houston, Texas. Vincent cae en un estado de delirio por el golpe de suerte que había llegado a su vida y solo se lo revela a su novia, Linda.
Decide planear un viaje con doble propósito: viajar a Houston y encontrar a su madre, acompañado por el resto aunque no tiene interés en ello y solo lo usa como excusa para entregar el prototipo, sin embargo gracias a la convivencia durante el largo viaje Vincent se siente cada vez más cercano a su hermano y entusiasmado con la idea de conocer a su madre. Cuando encuentran a Traven, este les explica que usando material combinado de un grupo selecto de seis candidatos se inseminó a una voluntaria; posteriormente explica que nacieron gemelos ya que a último momento y de manera inexplicable el cigoto se dividió creando un segundo individuo (Vincent) donde se depositaron todos los defectos y anormalidades relegadas del cuerpo de Julius, explicando así el aspecto de ambos; esta revelación descorazona a Vincent y molesta a Julius. 
Finalmente el doctor explica que su madre vive en una colonia de artistas en Santa Fe. Cuando llegan allí una de las residentes les dice que ya había muerto, lo que termina de descorazonar a Vincent en quien, a pesar de las apariencias, había revivido el deseo de conocer a su madre y había descartado la idea de comerciar el prototipo en favor de quedarse con su hermano a quien finalmente abandona intentando desligarse de todo lo vivido. En realidad la mujer que lo atendió era realmente la madre de ambos, Mary Ann Benedict, pero lo había ocultado pensando que se trataba de personas que querían apropiarse del terreno de la colonia.
Aparece en la trama el verdadero contratista de la entrega del prototipo en Houston, el señor Webster (Marshall Bell), un frío asesino al cual Vincent le había robado el automóvil, que quiere recuperar el prototipo para recibir la paga y que los ha seguido secretamente. Vincent está frustrado y amargado por la muerte de su madre y decide abandonar sorpresivamente al resto, para ir a entregar el prototipo a Houston y cobrar la recompensa. Linda decide contarle a Julius sobre el prototipo y este va tras su hermano, sospechando el riesgo que ese asunto implica.
Vincent llega finalmente a Houston y entrega el prototipo a Donald "Beetroot" McKinley (Trey Wilson) un industrial sin escrúpulos; y se marcha con la valija con los cinco millones de dólares; pero poco después llega también el contratista Webster y asesina al industrial cuando se entera de que el dinero se lo había entregado a Vincent. Se inicia una cacería despiadada, en la cual Julius cae prisionero y Webster termina negociando la vida de Julius a cambio del dinero. 
Vincent se deja llevar por sus sentimientos hacia su hermano y entrega el dinero, pero Julius logra matar a Webster dejándole caer una larga y pesada cadena sobre su cuerpo. Recuperan el dinero y Julius quiere entregárselo a las autoridades, aduciendo razones éticas y morales. Vincent acepta a regañadientes, pero disimuladamente oculta un millón para sí.
Las noticias sobre el robo del prototipo y sus consecuencias llenan los titulares de los periódicos, y es así como Mary Ann, la madre de los gemelos, se da cuenta de que realmente Julius y Vincent eran sus hijos y decide ir a encontrarlos. 
Los gemelos reciben una recompensa de 50 000 dólares con los que inician una empresa consultora basada en los amplios conocimientos de Julius y los dudosos métodos de Vincent, quien aporta secretamente el dinero oculto. También deciden casarse con las hermanas Linda y Marnie. La madre llega finalmente junto a sus hijos acompañada del científico Werner y el reencuentro es muy emotivo.
Finalmente se muestra como la vida de estos ha mejorado, llevando ambos un negocio relativamente honesto, casados, exitosos y cada una de las parejas es padre de un par respectivo de gemelos.

## Reparto
- Arnold Schwarzenegger - Julius Benedict
- Danny DeVito - Vincent Benedict
- Kelly Preston - Marnie Mason
- Chloe Webb - Linda Mason
- Bonnie Bartlett - Mary Ann Benedict
- David Caruso - Al Greco
- Trey Wilson - Donald "Beetroot" McKinley
- Marshall Bell - Sr. Webster
- Tony Jay - Profesor Werner
- Nehemiah Persoff - Profesor Mitchell Traven
- Maury Chaykin - Burt Klane
- Heather Graham - Joven Mary Ann Benedict

## Premios
- Premio BMI 1989: a la mejor música (Randy Edelman).
- Premio ASCAP 1990: a la mejor música (Georges Delerue).